# Gamlitzbach
Der Gamlitzbach ist ein Bach im steirischen Bezirk Leibnitz. Er durchfließt die gleichnamige Gemeinde und mündet nahe Ehrenhausen rechts in die Mur.
Die Gegend zwischen Gamlitzbach und Gnasbach und der Steirischen Grenzmur umfasst das Europaschutzgebiet Nr. 15.

## Verlauf
Der Gamlitzbach entsteht aus dem Zusammenfluss von Kranachbach und Bürgerbach im Osten der Gemeinde Leutschach an der Weinstraße. Der gut 3,6 Kilometer lange Kranachbach entspringt in einem Graben zwischen Kreuzberg und Karnerberg. Nach Vereinigung der beiden Quellbäche zerschneidet der Gamlitzbach die Windischen Bühel in nordöstlicher und östlicher Richtung und bildet eine landwirtschaftlich geprägte Talsohle aus. Im Gemeindehauptort Gamlitz nimmt er rechtsseitig mit dem Steinbach und dem Ratscher Bach seine beiden größten Zuflüsse auf. Bei Ehrenhausen beschreibt der Bachlauf eine S-Kurve und wird ab dem Bahnhof 1,7 Kilometer lang als Kanal parallel zur Mur geführt, ehe er ins Unterwasser des Kraftwerks Spielfeld einmündet.